# Václav Halíř
Václav Halíř (28. září 1926 Žeravice – 22. března 1999 Brno) byl český operní pěvec s basovým (či basbarytonovým) hlasem, působící zejména v brněnské opeře.

## Život
Narodil se 28. září 1926 v Žeravicích na Hané, pozdější místní části Přerova. Vyučil se zedníkem. Už od svých osmi let se však učil hrát i na housle. Po skončení 2. světové války, v letech 1946–1950 studoval na Brněnské konzervatoři: Původně se hlásil do houslové třídy, byl mu však doporučen kontrabas. Dva roky tedy studoval hru na kontrabas u Rudolfa Tuláčka a pak na doporučení sbormistra přešel na zpěv u Josefa Války. Poté pokračoval ve studiu zpěvu na Hudební fakultě Janáčkovy akademie múzických umění v Brně u Bohumila Soběského. Tamní studium ukončil v roce 1955.
Během studií hostoval v brněnské Janáčkově opeře jako Vodník ve Dvořákově Rusalce. V rámci Pražského jara 1954 se zúčastnil mezinárodní pěvecké soutěže o cenu Emy Destinnové a Karla Buriana, v níž vyhrál ve své kategorii první cenu. Vyhrál i přidruženou soutěž o nejlepší interpretaci Dvořákovy písně „Když mne stará matka zpívat učívala“. Téhož roku absolvoval turné s violoncellistou Vášou Černým a klavíristou Janem Ermlem v Číně a Mongolsku a po návratu získal roku 1955 druhou cenu na pěvecké soutěži ve Varšavě.
Tehdejší umělecký šéf Janáčkovy opery František Jílek mu už v roce 1953 nabídl sólové angažmá basisty a Halíř přijal, aby zde vytrval až do svého penzionování v roce 1991. Vedle operní interpretace se věnoval také koncertní činnosti v oratorní, kantátové a písňové tvorbě. Dva roky po vzniku Brněnského rozhlasového orchestru lidových nástrojů (BROLN), v roce 1954 začal s tímto souborem spolupracovat na interpretaci písňové tvorby.
V roce 1974 byl oceněn Smetanovou medailí Ministerstva kultury a 1978 Janáčkovou medailí Ministerstva kultury za zásluhy o interpretaci a propagaci hudby obou skladatelů.

### Dílo
Václav Halíř byl velmi muzikální, disponoval sytým hlasem mnoha barevných odstínů a strhujícím přednesem. Mojmír Weimann napsal v roce 2014, u příležitosti 15. výročí pěvcova úmrtí: „Faktory velkých úspěchů Václava Halíře byly jeho velký hlasový rozsah, s nímž dovedl díky své přirozené muzikálnosti a důkladnému hudebnímu školení perfektně pracovat, a stejnou měrou jeho, na operního zpěváka mnohdy nezvyklá herecká všestrannost.“
Za svůj život ztvárnil v brněnské opeře 68 postav, v širokém záběru od komických po dramatické. Kromě Osudu účinkoval ve všech operách Leoše Janáčka. Hrál ku příkladu Revírníka v inscenaci Příhod lišky Bystroušky, jíž byla 2. října 1965 slavnostně otevřena nová budova brněnského Janáčkova divadla (v pozdějších nastudováních v ní ztvárnil i dvojroli Faráře a Jezevce). Nahrávka Její pastorkyně z roku 1979 s orchestrem opery Státního divadla v Brně pod vedením Františka Jílka, v níž zpíval Rychtáře, získala prestižní ocenění Grand Prix du Disque de l’Académie Charles Cros a Orphée d'Or de l'Académie du Disque Lyrique. Uplatnil se hojně i v operách Bedřicha Smetany a Antonína Dvořáka. S Vodníkem z Dvořákovy Rusalky ku příkladu oslavil v roce 1976 své 50. narozeniny.
V první wagnerovské inscenaci v poválečném Brně, jíž se v roce 1960 stal Bludný Holanďan, odehrál titulní roli. Dále hrál Telramunda v jeho Lohengrinovi a městského písaře Beckmessera v Mistrech pěvcích norimberských.
Kromě klasického repertoáru hrál také v moderních operních dílech. V roce 1957 se objevil jako Baron Ochs v inscenaci Straussova Růžového kavalíra, v níž se setkal s tehdy startující hvězdou Soňou Červenou. V březnu 1962 ztvárnil kněze Grigorise v teprve druhém jevištním uvedení Řeckých pašijí Bohuslava Martinů (premiéra díla proběhla jen o 5 měsíců dříve v Curychu). Dne 20. dubna 1963 hrál Ruprechta v československé premiéře opery Ohnivý anděl Sergeje Prokofjeva.
Celkem devětkrát vystoupil na festivalu Smetanova Litomyšl, z toho 3× se Smetanovým Daliborem v roli Budivoje, naposled v roce 1995 v úloze Monteroneho ve Verdiho Rigolettovi.
Věnoval se významně také koncertní činnosti. Z ní byl významný mimo jiné v roce 1960 italský zájezd se Symfonickým orchestrem FOK, kde zpíval v Kytici Bohuslava Martinů a v Beethovenově Deváté symfonii.
Drobnou reminiscencí se mu už v důchodovém období, v roce 1993 stala televizní inscenace Na dvojce je Pavarotti, v níž spolu s dalšími osobnostmi sekundoval Svatopluku Benešovi v roli penzionovaného operního pěvce.

### Rodinný život, úmrtí a odkaz
Za manželku měl Helenu Halířovou-Supovou, též operní pěvkyni, s níž se seznámil už na studiích. V závěru života bydlel v brněnské Voroněžské ulici. Zemřel dne 22. března 1999. Jeho ostatky byly uloženy na Ústředním hřbitově v Brně.
Dne 28. září 2006 mu k jeho nedožitým osmdesátinám byla v rodném Přerově odhalena pamětní deska. V roce 2012 byl in memoriam uveden do Síně slávy Národního divadla Brno.